# Brønnøysund
Brønnøysund – miasto i centrum administracyjne gminy Brønnøy w okręgu Nordland w Norwegii. Jest to także dawna gmina w hrabstwie Nordland. Brønnøysund jest także regionalnym sercem południowego Helgelandu.

## Geografia
Brønnøysund leży na wąskim półwyspie połączonym z lądową częścią Norwegii, otoczonym wyspami i wodą. Miasto jest połączone z wyspą Torget mostem Brønnøysund.
Panuje tu umiarkowany klimat oceaniczny z łagodnymi zimami (Koppen Cfb).

## Turystyka
Okolice Brønnøysund to szkierowy archipelag z setkami małych i dużych wysp, wysepek i raf, które tworzą ciekawy krajobraz do żeglowania. Niektóre wyspy oferują plaże (również piaszczyste), dając okazję do rekreacji nad wodą.
Niedaleko od centrum miasta, w kierunku lotniska, znajduje się teren rekreacyjny Svarthopen. Svarthopen jest laguną połączoną z morzem wąską cieśniną. Przy tutejszej plaży znajduje się m.in. wieża do skoków do wody o wysokości 3 i 6 m, pływające pomosty, oznaczone bojkami strefy do pływania wodą głęboką i płytką oraz koła ratunkowe. Poza tym są też ławki i publiczne grille. Wokół Svarthopen utworzono żwirową ścieżkę do spacerów, biegania i jazdy na rowerze.
W niedużej odległości od miasta znajdują się szczyty górskie z oznakowanymi szlakami. Łatwo dostępne góry to na przykład Tilremshatten, Mofjellet, Ramntind, Vikerfjellet i Torghatten. 
Tuż za miastem po stronie północnej znajduje się Skarsåsen, nadmorski fort na wzgórzu nad fiordem. Pochodzi z czasu drugiej wojny światowej. Znajduje się między innymi stanowisko armatnie, stanowisko obserwacyjne z reflektorem, okopy i tunele.

### Torghatten
Około 12 km od miasta znajduje się góra Torghatten, popularny kierunek wycieczek. Torghatten to granitowa góra na wyspie Torget. Jej wysokość to 258 m, cechuje się charakterystycznym olbrzymim otworem na wylot o długości 160 m, szerokości do 20 m i wysokości do 35 m. Do wnętrza góry prowadzi oznakowany szlak. Miejscowa legenda mówi, że tunel przez górę to efekt strzały z łuku wystrzelonej przez trolla Hestmannena, który gonił dziewczynę. Uświadomiwszy sobie, że nie jest w stanie jej dogonić, wypuścił strzałę. Jednak król tutejszych trolli uratował dziewczynę: przeciął tor strzały, rzucając swym kapeluszem. Opowieść ta wyjaśnia również kształt góry, przypominający kapelusz. W rzeczywistości otwór w skale to efekt epoki lodowcowej.

## Gospodarka
Największa kopalnia wapienia w Europie Północnej i najwyższa produkcja artykułów spożywczych w północnej Norwegii to przykłady działalności gospodarczej w tym dość zamożnym regionie. Główne gałęzie przemysłu to nowoczesne rolnictwo, hydroponika, duża firma transportowa TTS, przetwórstwo drewna i turystyka.
W mieście znajduje się główna siedziba przedsiębiorstwa Torghatten AS, dużego operatora promów, który prowadzi również działalność w branży nieruchomości i ochrony. Grupa Torghatten AS zatrudnia w regionie od 1200 do ponad 7000 osób (skomplikowana struktura organizacyjna przedsiębiorstwa sprawia, że różne źródła podają różne liczby pracowników).

## Transport
Brønnøysund codziennie odwiedzają promy Hurtigruten, w kierunku północnym w nocy i w kierunku południowym po południu. Posiada własny Port lotniczy Brønnøysund. Znajduje się około 95 km od głównej trasy przelotowej przez półwysep skandynawski, europejskiej trasy E6.

## Galeria

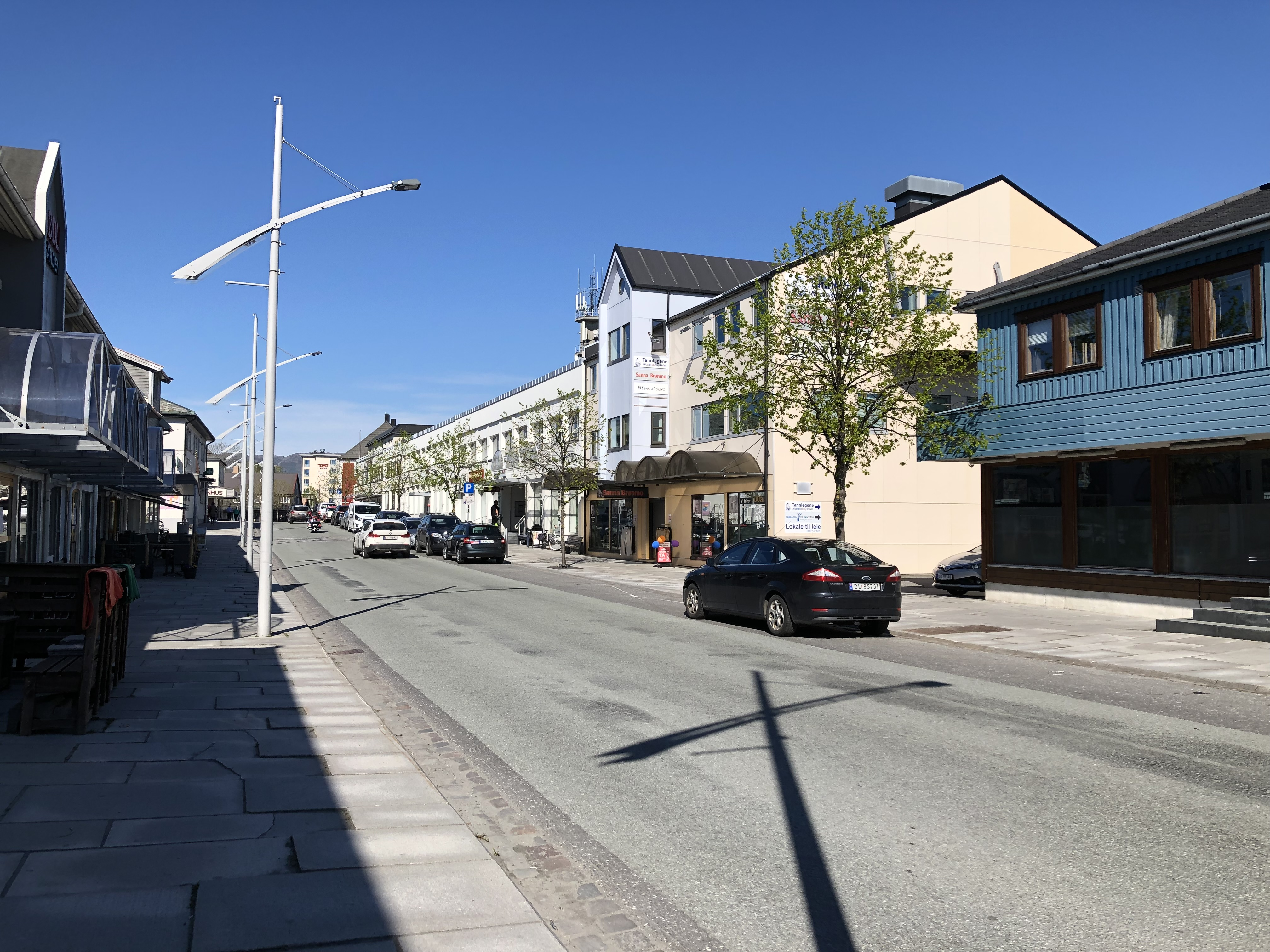
Główna ulica, Storgata (2019)
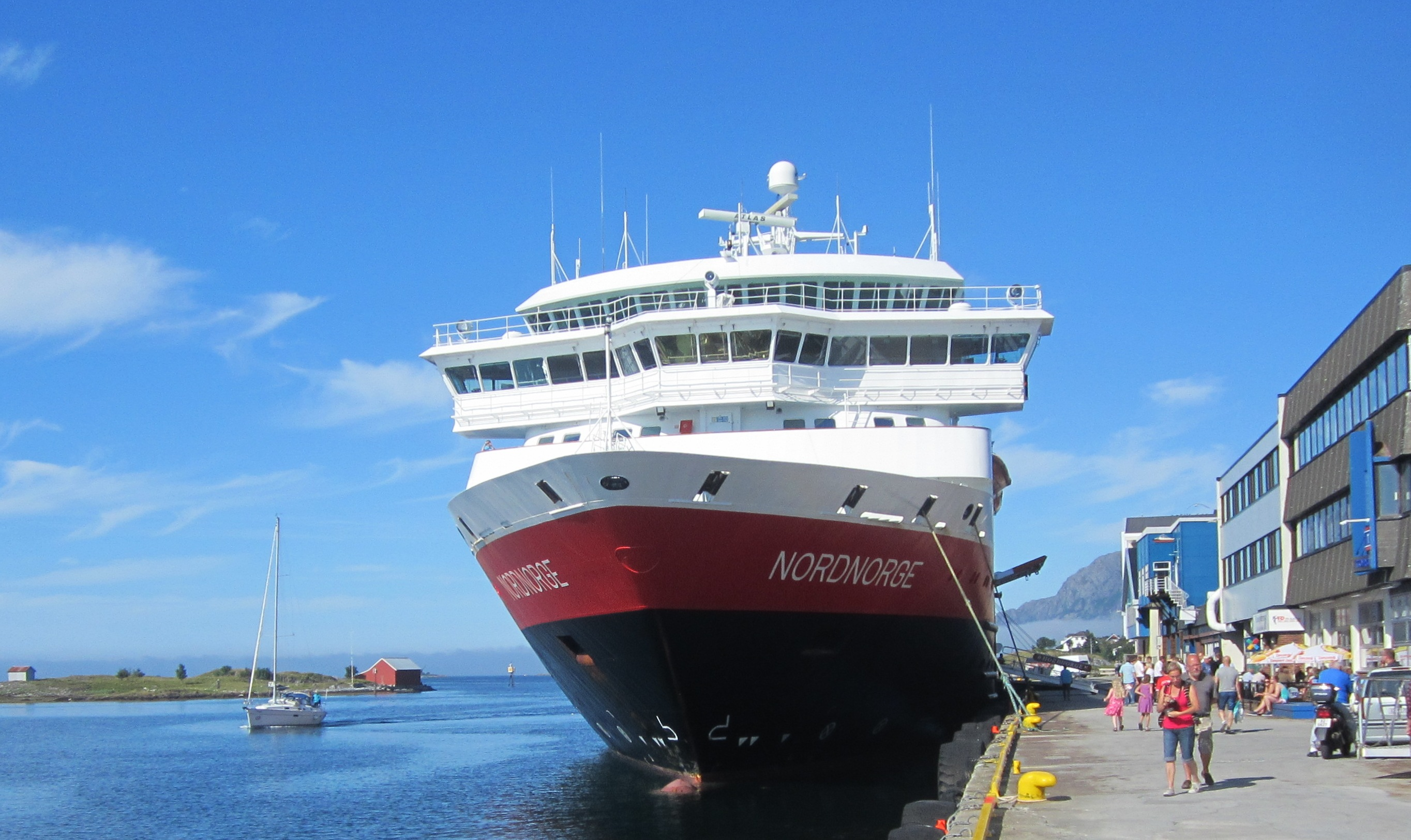
Statek Hurtigruten w porcie
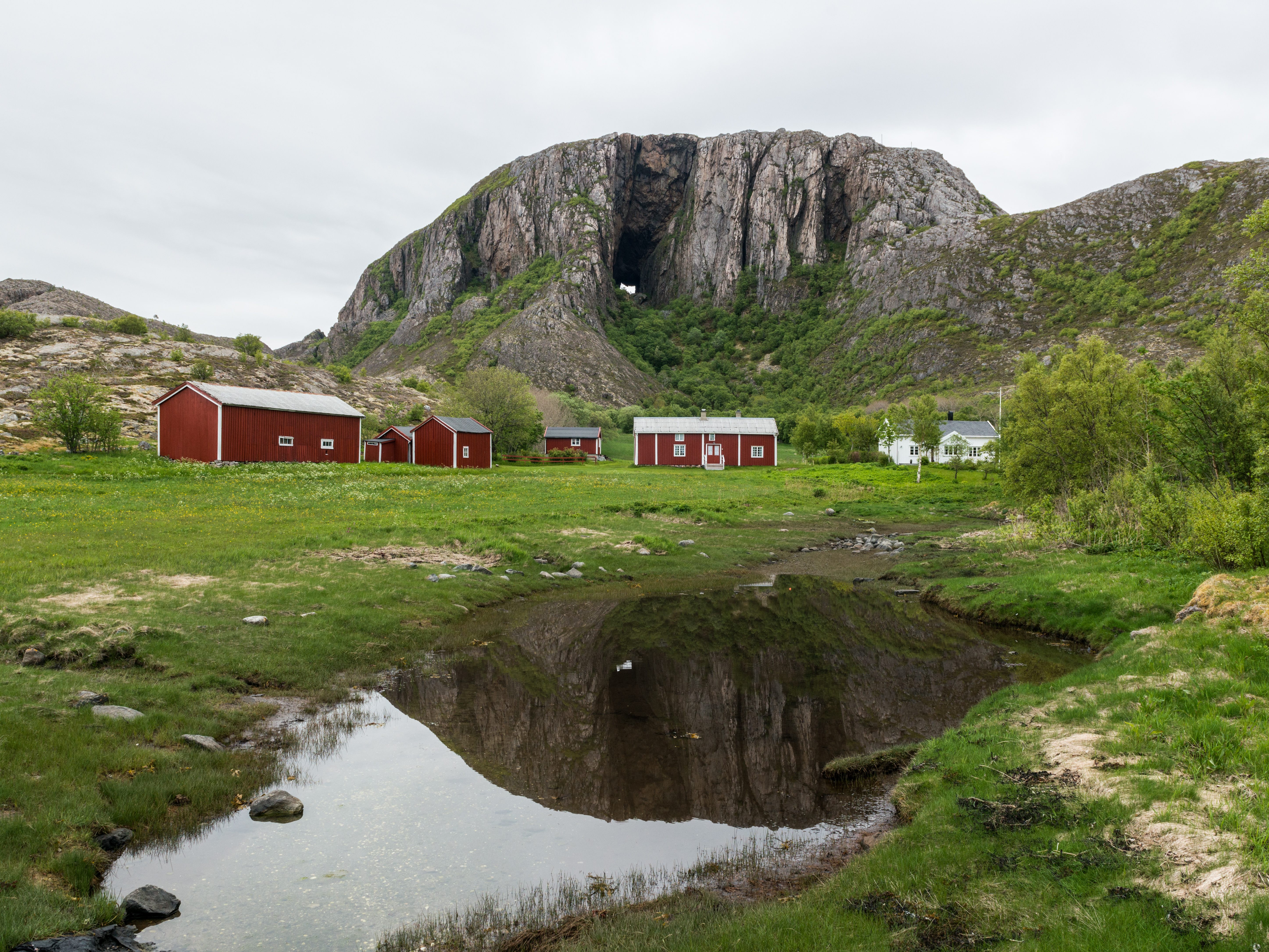
Torghatten, góra z otworem
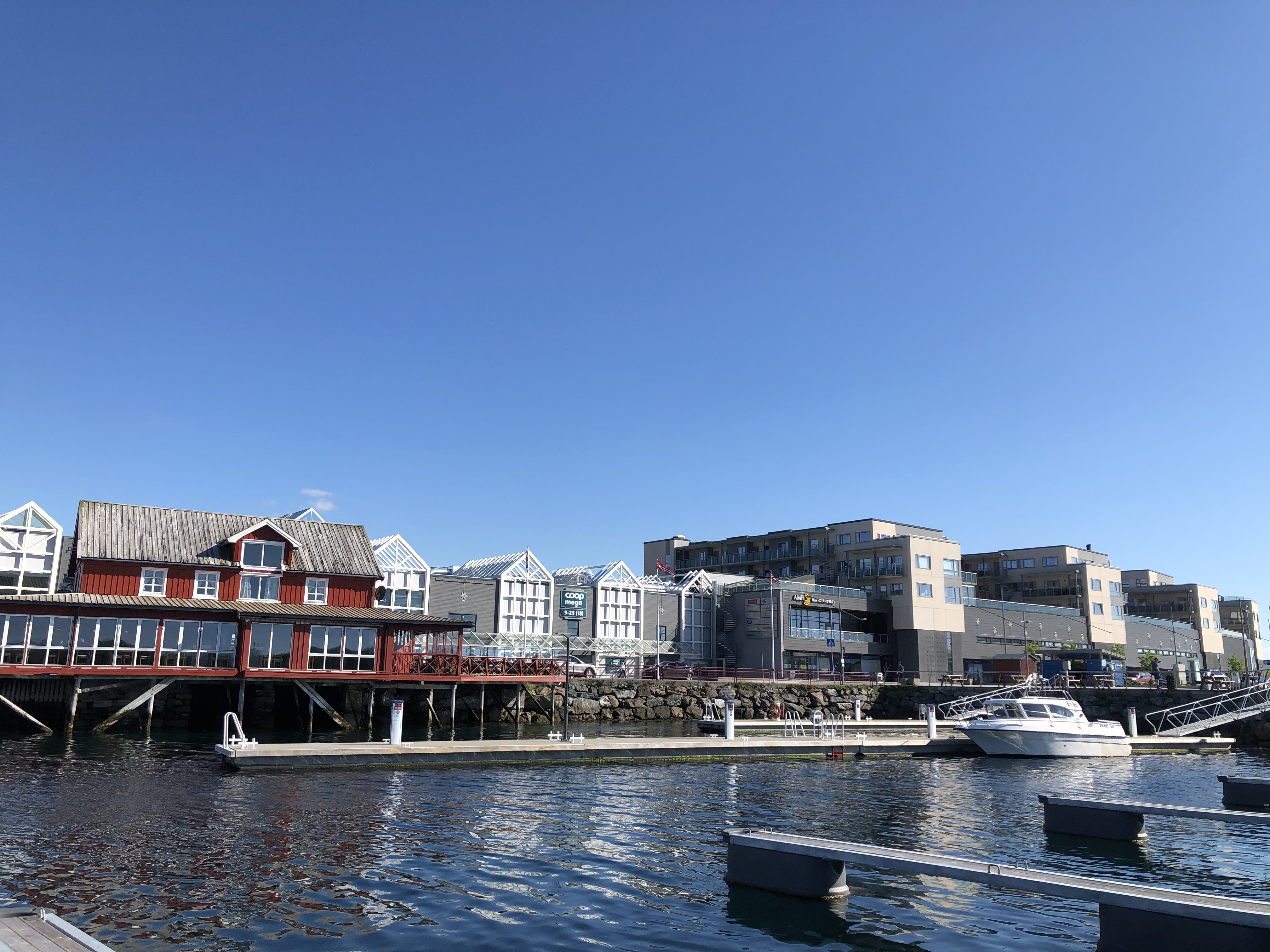
Centrum handlowe AMFI Havnesenteret